# Остроглядово (Брянская область)
Острогля́дово — село Стародубского района Брянской области.

## Происхождение топонима Остроглядово
До сих пор нет однозначного объяснения происхождения топонима Остроглядово. Существует несколько вариантов происхождения названия, ни один из них, однако, не является общепринятым:
- «остро гляди»- предупреждение купцам, которые везли свои товары из Киева в Стародуб по дороге (шляху), проходящей через село;
- «острог[2] Лядова»- когда-то здесь находилось оборонительное сооружение или же тюрьма под предводительством некоего Лядова;
- "острог построенный на лядах.[3] Вероятно, окрестности г. Стародуба в XI—XVI вв. были покрыты древовидной растительностью. Развитие земледелия подталкивало земледельцев к освоению мест поросших кустарникоми и даже лесом.

Скудость почвы заставляла крестьян обращаться к особому виду хлебопашества – на лядах. Лядами называют места, расчищенные из под леса, на которых в продолжении нескольких лет после расчистки, урожай хлебов бывал изобильный.
Пахатныя поляны называемыя по здѣшнему лядами, вновь послѣ расчищенія бываютъ обыкновенно плодороднѣе послѣдующихъ лѣтъ и поэтому жители стараются въ продолженіи на нихъ хлѣбопашества удобрять оныя навозомъ….
- «остро глядеть»- охранять от нашествия врагов северо-западный рубеж на подступах к городу Стародубу.

Возможно здесь находился форпост в виде оборонительного укрепления или крепости, обнесенной частоколом. Выдвинутые вперед от гарнизонов и отрядов небольшие воинские группы (форпосты, заставы, дозоры, разъезды, засады и т. д.) вели разведку и наблюдение за противником, вступали в бой с его мелкими формированиями. При угрозе нападения они подавали установленные сигналы, используя сигнальные маяки и высылали от себя гонцов и вестовых. Такие дозорные группы появились на Руси на рубеже XI—XII веков для защиты от набегов кочевников. Место, где располагается село, с точки зрения фортификационного искусства благоприятно для дислокации дозорной группы. Здесь мог находиться жило́й остро́г — постоянное поселение, или стоя́лый остро́г — временный укреплённый пункт для размещения «воинских людей», который впоследствии вырос в деревню
.

## История
Впервые упоминается как деревня Остроглядов с 1610 года.
Освоение окрестностей Остроглядово относится к XI—XII векам, о чём свидетельствует древнерусское поселение и курганы, найденные в ходе археологических разведок в начале 1990-х годов. На водораздельной возвышенности рек Бабинец и Вабли в полутора километрах на запад от села находится древний курган. В 1987 году его обследовал Н. Е. Ющенко. Диаметр кургана около восьми метров, высота — два.
На протяжении 17 века население села состояло преимущественно из посполитых крестьян. Казацкое население в селе было крайне малочисленным и на протяжении XVIII—XIX веков составляло всего 2—3 двора. В селе не было казацкого куреня, была лишь курная изба. Казацкий курень располагался в с. Выстриково. Уже с начала XVIII века Остроглядовские посполитые крестьяне переходят во владение помещиков Лашкевичей.
С этого времени и до начала XX историческая судьба села была тесно связана с родом Лашкевичей. Из пяти своих сыновей остроглядовское наследство Семён Лашкевич завещал младшему сыну Федору, заложившему в селе усадьбу. В 1781 году. сыновья Федора — Петр и Семен имели в собственности 23 крестьянских дворов.  К началу XIV века почти все крестьянское население Остроглядова находилось во владении Лашкевичей — Семёна Фёдоровича и его племянников Петра, Николая, Ильи и Михаила Петровичей. Их дети также были связаны с селом. Петр Ильич Лашкевич являлся благотворителем школы грамоты. Семен Николаевич, дослужившийся до звания полковника, в 1880 году был похоронен при Ново-Николаевской церкви в Стародубе.
Из землевладельцев, кроме Лашкевичей, в первой половине XIX века в селе проживали потомки бурмистра Середы — священник Трофим Ерофеевич Середа, его сын священник Григорий Трофимович, и внук Петр Григорьевич, имевший чин титулярного советника, который владел в Остроглядово тремя дворами крестьян и умерший к 1858 году.
Также, в селе жили помещики Дробинские, имевшие усадебный дом. Им принадлежал один крестьянский двор.
Дворяне Гулевичи поселились в Остроглядово уже после отмены крепостного права. Гулевич Татьяна Федоровна в 1913 году являлась владелицей имения более 50 десятин в селе Остроглядово, которое к ней перешло от мужа Николая Андреевича Гулевича.
В XVII—XVIII вв. село входило в полковую сотню Стародубского полка. С 1782 года по 1929 года Стародубском уезде. С 1861 года Остроглядово вошло в состав Стародубской волости.
С XVIII века упоминается Иерофеевская церковь, именованная в честь святого Иерофея в которой служил священником Алексей Лапчинский. С 1890 года в церковной сторожке действовала церковно-приходская школа, преобразованная затем в школу грамоты, в которой преподавали А. Давидович и Ю. Демьяновская. Церковь действовала до 1933 года, затем была закрыта Советской властью, а после Великой Отечественной войны 1941—1945 гг. была демонтирована. Стены церкви были бревенчатыми, впоследствии из них были выстроены два дома для учителей.
В XVIII—XX вв. село входило в церковный приход села Шкрябино церкви Архидиакона Стефана, там же велись метрические книги о родившихся, сочетавшихся браком, а также умерших жителях села Остроглядово.
С 1919 года по 1930 год село центр центр Остроглядовского сельского совета, с 1930 года по 1960 год входило в состав Прокоповского сельского совета. С 1960 года по 2005 год Остроглядово в составе Мохоновского сельского совета, а после муниципальной реформы 2006 года село входит в состав Мохоновского сельского поселения.
До советской власти улицы (края) именовались следующим образом:
«Бочановка»; «Заречье»; «Гай»; «Щемелевка» или «Лашковка» — по фамилии помещика Лашкевича; «Шлях».
В период советской власти улицы получили следующие названия: ул. Заозёрная; ул. Луговая; ул. Мацкевича; ул. Мира; ул. Нагорная; ул. Новая; пер. Новый; ул. Садовая; ул. Советская; пер. Советский.

## География
Село Остроглядово расположено в 4 км к северо-западу от города Стародуба на возвышенностях по обеим сторонам ручья, называемом Петрятинка (Петратинка), который впадает в речку Бабинец. Высота над уровнем моря — 180 метров

## Население
| 2010 | 2013 |
| ---- | ---- |
| 522  | ↘512 |

## Климат
Климат в Остроглядово, также как и в областном центре г. Брянске, умеренно континентальный. Зима отличается неустойчивой погодой — от сильных морозов до продолжительных оттепелей, лето влажное, жара бывает редко.
| Показатель                     | Янв.  | Фев. | Март | Апр. | Май  | Июнь | Июль | Авг. | Сен. | Окт. | Нояб. | Дек. | Год |
| ------------------------------ | ----- | ---- | ---- | ---- | ---- | ---- | ---- | ---- | ---- | ---- | ----- | ---- | --- |
| Средний суточный максимум, °C  | −5,7  | −4,1 | 1,3  | 10,9 | 18,9 | 21,7 | 22,7 | 21,8 | 16,7 | 9,2  | 1,7   | −2,9 | 9,4 |
| Средний суточный минимум, °C   | −11,9 | −11  | −5,4 | 2,2  | 8,4  | 11,6 | 13,0 | 11,9 | 7,6  | 2,3  | −3    | −8,1 | 1,5 |
| Норма осадков, мм              | 37    | 27   | 26   | 40   | 52   | 65   | 84   | 64   | 55   | 52   | 46    | 43   | 591 |
| Источник: Гидрометцентр России |       |      |      |      |      |      |      |      |      |      |       |      |     |

## Известные личности

### Родились
- Журавская, Зинаида Николаевна — (урожд. Лашкевич; во втором браке Португалова; 1867—1937), переводчица, писательница, журналистка.

## Учебные заведения
Остроглядовская средняя общеобразовательная школа, ул. Мацкевича,23

## Культура и искусство

### Фольклор
Вячеслав Михайлович Щуров — профессор Московской консерватории, один из крупнейших российских фольклористов, автор монографий «Южнорусская песенная традиция», «Стилевые основы русской народной музыки», «Жанры русского музыкального фольклора» (часть первая и часть вторая). В 1966 году выступил с инициативой проведения музыкально-этнографических концертов в Москве по линии Фольклорной комиссии Союза композиторов РСФСР. Серия организованных и проведённых им подобных концертов (некоторых — в содружестве с фольклористом — хореографом А. Э. Чижовой) привлекла внимание широкой культурной общественности столицы, получила отклики в прессе («Советская культура», «Музыкальная жизнь», «Театр»).

С Вячеславом Михайловичем беседовал Дмитрий Смирнов. Интервью было впервые опубликовано в журнале «Музыкальная академия», 2008 № 2.
Я взял большую командировку. Незадолго до этого я был у семейских Забайкалья — так вышло, что меня в составе специальной комиссии послали проверить положение дел в Бурятии. Там мы встретились с министром культуры Герштейном и предложили ему прислать стариков из с. Большой Куналей в Москву. Потом я поехал в Афанасьевку к Е. Т. Сопелкину, договорился с ними, по следам К. Г. Свитовой съездил в Брянскую область в сёла Остроглядово и Курковичи. Б. И. Рабинович порекомендовал певицу Марию Флягину из с. Мыт Ивановской области, рядом была Аграфена Ивановна Глинкина. Всех их пригласили и устроили концерт в Московском отделении Союза композиторов на Миусской. Там же тогда располагалась Фольклорная комиссия. Зал был полон, певцов хорошо принимали, концерт имел большой успех
По материалам этих концертов вышли составленные и аннотированные Щуровым грампластинки из серии «Поют и играют народные исполнители» — в содружестве с редактором Всесоюзной фирмы грамзаписи «Мелодия» С. Н. Шиловым
Д 18939-40 *1966* Народные исполнители Нар. песни Брянской области:
- Благослови, мати, весну закликати (веснянка);
- Пора, мати, жито жати,
- Призавныло сердеченько (жнивные);
- Что и в поле далёко стоял терем высоко (свадебная);
- Чтой на море же клен-деревце вянет (масленичная);
- Чтой у батюшки ворот,
- Что по прежней по Любови (хороводные);
- Ой, в лужку, лужку, калина в кружку (новогодняя)

Нар. вокальный ансамбль села Остроглядово Стародубского района Брянской области:
Ф. Сторожева, Е. Волына, Т. Коровякова. П. Полещенко

## Связь
Телефонная связь:
- ЦентрТелеком — участок узла связи г. Стародуб

Сотовые операторы:
- МТС
- МегаФон
- Билайн
- Теле2

Интернет-провайдеры:
- Домолинк (ADSL) — ЦентрТелеком